# Vičuga
Vičuga (rusky Вичуга) je město v Ivanovské oblasti v Ruské federaci. Při sčítání lidu v roce 2010 měla 37 583 obyvatel.

## Poloha
Vičuga leží v povodí Volhy ve vzdálenosti přibližně 75 kilometrů na severozápad od Ivanova, správního střediska celé oblasti.

### Doprava
Přes Vičugu vede železniční trať z Ivanova do Kiněšmy, která byla zprovozněna v roce 1871, a silnice z Kovrova přes Šuju rovněž do Kiněšmy.

## Dějiny
První zmínka je z roku 1504 v dokumentu moskevského knížete Ivana III.
Městem je od roku 1925.

### Osobnosti
- Vladimir Nikolajevič Andronnikov (1885–1942), politik
- Nikolaj Dmitrijevič Kondraťjev (1892–1938), ekonom